# Federico Chapoy
Federico Chapoy Cárdenas (Saltillo, Coahuila; 5 de enero de 1878 - San Antonio, Texas; 10 de junio de 1925) fue un militar mexicano que participó en la Revolución mexicana. Se alió al constitucionalismo desde muy joven y llegó a alcanzar el grado de general brigadier. Luchó contra el villismo bajo las órdenes de Maclovio Herrera. En 1916 fue gobernador provisional del estado de San Luis Potosí, en sustitución de Vicente Dávila Aguirre. Instaló la Comisión Local Agraria y reinstaló el Departamento del Trabajo.